# Sci di fondo alla XXV Universiade invernale
Le gare di sci di fondo della XXV Universiade invernale si sono svolte dal 28 gennaio al 5 febbraio 2011, nel distretto di Dumlu a Erzurum, in Turchia. In programma undici eventi.

## Podi

### Uomini
| Evento                 | Oro                                                               | Tempo     | Argento                                                                     | Tempo     | Bronzo                                                                     | Tempo     |
| 10 km tecnica classica | Vladislav Skobelev                                                | 25'43"1   | Akira Samuel Lenting                                                        | 25'43"1   | Gennadij Matvienko                                                         | 26'41"6   |
| 15 km inseguimento     | Vladislav Skobelev                                                | 43'58"7   | Il'šat Nigmatulin                                                           | 44'40"9   | Alexandr Osipov                                                            | 44'47"9   |
| 30 km tecnica libera   | Vladislav Skobelev                                                | 1:17'19"5 | Il'šat Nigmatulin                                                           | 1:17'19"8 | Andrej Kal'sin                                                             | 1:17'24"0 |
| Staffetta 4x10 km      | Francia Clement Molliet Cyril Galliard Martin Egraz Baptiste Gros | 1:40'44"8 | Russia Dmitrij Baklanov Vladislav Skobelev Anton Suzdalev Il'šat Nigmatulin | 1:40'46"0 | Kazakistan Gennadij Matvienko Ivan Drobjazko Alexandr Osipov Denis Volotka | 1:42'28"3 |
| Sprint                 | Radik Gaziev                                                      | 3'02"3    | Baptiste Gros                                                               | 3'03"2    | Denis Volotka                                                              | 3'03"7    |

### Donne
| Evento                | Oro                                                      | Tempo   | Argento                                                       | Tempo   | Bronzo                                                    | Tempo   |
| 5 km tecnica classica | Alija Iksanova                                           | 14'45"7 | Kateryna Hryhorenko                                           | 15'03"1 | Virginia De Martin Topranin                               | 15'12"3 |
| 10 km inseguimento    | Alena Procházková                                        | 31'11"6 | Alija Iksanova                                                | 31'12"2 | Kateryna Hryhorenko                                       | 31'27"3 |
| 15 km tecnica libera  | Alena Procházková                                        | 43'33"2 | Alija Iksanova                                                | 43'34"1 | Kateryna Hryhorenko                                       | 43'42"0 |
| Staffetta 3x5 km      | Russia Svetlana Bočkareva Jana Janovskaja Alija Iksanova | 41'51"6 | Ucraina Kateryna Hryhorenko Maryna Antsybor Zoya Zaviedieieva | 42'55"2 | Francia Marion Buillet Pauline Caprini Anouk Faivre-Picon | 42'55"2 |
| Sprint                | Alena Procházková                                        | 2'43"7  | Eva Nývltová                                                  | 2'45"2  | Alina Kašina                                              | 2'45"3  |

### Misti
| Evento           | Oro                                       | Tempo   | Argento                              | Tempo   | Bronzo                                    | Tempo   |
| Staffetta sprint | Slovacchia Peter Mlynar Alena Procházková | 14'55"8 | Francia Baptiste Gros Marion Buillet | 15'00"7 | Ucraina Ivan Bilosjuk Kateryna Grygorenko | 15'08"1 |

## Medagliere
| Posizione | Paese      | Oro | Argento | Bronzo | Totale |
| --------- | ---------- | --- | ------- | ------ | ------ |
| 1         | Russia     | 6   | 5       | 2      | 13     |
| 2         | Slovacchia | 4   | 0       | 0      | 4      |
| 3         | Francia    | 1   | 2       | 1      | 4      |
| 4         | Ucraina    | 0   | 2       | 3      | 5      |
| 5         | Rep. Ceca  | 0   | 1       | 0      | 1      |
| 5         | Giappone   | 0   | 1       | 0      | 1      |
| 7         | Kazakistan | 0   | 0       | 4      | 4      |
| 8         | Italia     | 0   | 0       | 1      | 1      |
| Totale    | Totale     | 11  | 11      | 11     | 33     |